# クラウドファンディング投資
クラウドファンディング投資（英:investment crowdfunding）とは、クラウドファンディングを用いて投資家から資金を集めて投資を行うサービスの総称。
1円〜数十万円で始めることができ、投資が完了した後はほったらかししておくだけで、運用されるためフルタイムで勤務する会社員にも推奨されることが多い。

## クラウドファンディング投資の種類

### ソーシャルレンディング
ソーシャルレンディングは、事業への融資資金をクラウドファンディング形式で投資家から集め、その利子の一部を投資家に還元するクラウドファンディング投資サービス。
投資対象は様々で、不動産事業や太陽光発電事業、海外個人向けローンなど。
複数事業者にて不祥事が相次いだ際は、金融庁からソーシャルレンディング投資への注意の呼びかけがあった。

### 不動産クラウドファンディング
不動産クラウドファンディングは、不動産の購入・賃貸などの投資資金をクラウドファンディング形式で投資家から集め、その利益の一部を投資家に還元するクラウドファンディング投資サービス。
インカムゲイン（主に賃貸による利益）が得られるファンドとキャピタルゲイン（主に売却による利益）が得られるファンドがあり、キャピタルゲインが得られるファンドでは想定利回りを大幅に超える利回りとなることがある。
近年は上場企業も多く参入しており、市場が活発化している。
想定利回りが10％を超えるファンドも数多く募集されている。

投資対象は、マンション・アパート・土地など。

### 株式投資型クラウドファンディング
株式投資型クラウドファンディングは、クラウドファンディング形式で投資家から未上場企業の株式の投資希望者を集め、その企業がIPOやM&Aされた際に株式の売却益を得ることができるクラウドファンディング投資サービス。
投資対象は、ITや医療、農業など、あらゆる種類のベンチャー企業。

## 代表的なクラウドファンディング投資の会社
- maneo - ソーシャルレンディング最大手であったが、度重なる不祥事により新規募集停止。[2]
- クラウドバンク - 太陽光発電ファンドを中心に、米ドル建の不動産ローンファンドなどを募集。ソーシャルレンディング大手。[3]
- SBIソーシャルレンディング - SBIグループによるソーシャルレンディングであったが、不祥事により廃業。同ソーシャルレンディングサービスのバンカーズと統合。[4]
- クラウドクレジット - 新興国を中心とした海外の個人・企業向けローンファンドを募集。[5]
- CREAL - クリアル株式会社が運営する不動産クラウドファンディング。ホテル・保育園・マンションなどのファンドを募集。[6]
- COZUCHI - LAETOLI株式会社が運営する不動産クラウドファンディング。過去に283.5％の高利回りファンドを運用。[7]
- FUNDIINO - 日本国内シェアNo.1の株式投資型クラウドファンディングサービス。[8][9]
- イークラウド - イークラウド株式会社が運営する株式投資型クラウドファンディングサービス。50社超のVCと提携[10]。